# Guelmim-Oued Noun
Guelmim-Oued Noun é uma das 12 regiões administrativas de primeiro nível de Marrocos criadas pela reforma administrativa de 2015. A sua capital administrativa é a cidade de Guelmim. Em 2014 tinha 433.757 habitantes distribuidos por 58.268 km².
Parte da região pertence ao Saara Ocidental, um território onde a legitimidade da administração marroquina não é reconhecida por muitos países nem pelas Organização das Nações Unidas.

## Limites
Os limites da região são:
- Norte com a região de Souss-Massa.[3]
- Sul com a região de Laayoune-Sakia El Hamra.[3]
- Leste com a Argélia e a Mauritânia.[3]
- Oeste com o Oceano Atlântico.[3]

## Geografia
A região é dividida em três áreas geográficas principais: 
- Uma área montanhosa que forma a extensão do Antiatlas ao norte e nordeste.[4][5]
- uma área semi-desértica no centro, formado por planícies atravessadas por alturas a baixa altitude.[4][5]
- Uma área desértica ao sul.[4][5]

A fachada marítima estende-se aproximadamente por 240 km e vai desde Mirleft, a norte, até Oued l’Ouâar a sul.

## Organização Administrativa
Administrativamente a região está dividida em 4 províncias, 9 círculos e 53 comunas.

#### Províncias
As províncias da região são:
| Províncias | Área (em km²) | Habitantes (em 2014) |
| ---------- | ------------- | -------------------- |
| Guelmim    | 10.783        | 187.808              |
| Sidi Ifni  | 3.070         | 115.691              |
| Tan-Tan    | 17.295        | 86.134               |
| Assa-Zag   | 20.645        | 44.124               |

## Demografia

### Crescimento demográfico
O crescimento demográfico da região foi a seguinte:
| 2004    | 2014    |
| ------- | ------- |
| 408.147 | 433.757 |

### População urbana e rural
A distribuição da população em termos urbanos e rurais é a seguinte:
|                  | 2004    | 2014    |
| ---------------- | ------- | ------- |
| População urbana | 231.622 | 280.094 |
| População rural  | 176.525 | 153.663 |
| Total            | 408.147 | 433.757 |

## Economia

### PIB regional
O PIB regional em 2017 era de 15.085 milhões de dirrãs (Dh), o que corresponde a 34.317 Dh per capita. O total nacional em 2017, era de 1.063.351 milhões de dirrãs, o que corresponde a 30.510 Dh per capita.
Em termos nacionais, a região é responsável por 1,4 % da riqueza nacional marroquina.

### Agricultura
A agricultura é a principal fonte de rendimento da população da região. Os principais produtos agrícolas são os cereais, as tâmaras e as oliveiras. Na pecuária criam-se ovelhas, cabras e camelos.

### Pesca
A costa da região é rica em pesca, sendo os principais portos de pesca, os portos de Tan Tan e o Porto de Sidi Ifni.